# انقلاب (فیلم ۱۹۸۱)
انقلاب (به هندی: Kranti) فیلمی محصول سال ۱۹۸۱ و به کارگردانی مانوج کومار است. در این فیلم بازیگرانی همچون دیلیپ کومار، مانوج کومار، هما مالینی، شاشی کاپور، شاتورگان سینها، پروین بابی، ساریکا، نیروپا روی، پریم چوپرا ایفای نقش کرده‌اند.